# قرار مجلس الأمن التابع للأمم المتحدة رقم 593
قرار مجلس الأمن التابع للأمم المتحدة رقم 593، المعتمد بالإجماع في 11 كانون الأول / ديسمبر 1986، أشار إلى تقرير للأمين العام مفاده أن وجود قوة الأمم المتحدة لحفظ السلام في قبرص، بسبب الظروف القائمة، سيظل ضرورياً لتحقيق تسوية سلمية. وأعرب المجلس عن رغبته في أن تدعم جميع الأطراف اتفاق النقاط العشر لاستئناف المحادثات بين الطائفتين، وطلب من الأمين العام تقديم تقرير مرة أخرى قبل 31 أيار / مايو 1987، لمتابعة تنفيذ القرار.
أعاد المجلس تأكيد قراراته السابقة، بما في ذلك القرار 365 (1974)، الذي أعرب عن قلقه بشأن الوضع، وحث الأطراف المعنية على العمل معًا من أجل السلام ومدد ولاية القوة مرة أخرى في قبرص، المنصوص عليه في القرار 186 (1964)، حتى 15 يونيو 1987.